# Deceptor
Deceptor è un videogioco del 1986 per Commodore 64 pubblicato in America dall'Avantage, etichetta economica dell'Accolade, e in Europa dalla U.S. Gold. Il giocatore controlla un personaggio robotico nello stile dei Transformers, che può trasformarsi a volontà tra veicolo di terra e velivolo, e deve attraversare percorsi a ostacoli.

## Trama
Secondo la semplice trama descritta da una breve sequenza introduttiva stile fumetto e dal manuale, il protagonista ha appreso dagli "anziani" la capacità di trasformarsi e ora deve affrontare una prova per conoscere il proprio destino: attraversare i "corridoi dello spazio e del tempo".
Dopo aver sconfitto varie creature mostruose, la battaglia finale è proprio contro l'"anziano" incappucciato che lo ha inviato ad affrontare la prova.

## Modalità di gioco
Si deve attraversare un percorso a ostacoli tridimensionale isometrico a scorrimento orizzontale. Il percorso va da sinistra a destra, ma si può anche tornare indietro, cosa a volte necessaria per raggiungere certi luoghi. Si incontrano blocchi, piattaforme, rampe, pareti, aperture nelle pareti, e vari tipi di creature nemiche che fanno movimenti ripetitivi.
Si controlla un veicolo di terra che poggia su pattini, come una slitta, oppure un velivolo, e si può cambiare liberamente tra i due. La trasformazione viene mostrata con un'animazione ingrandita, che a suo tempo era un effetto grafico notevole, ma a lungo andare diventa ripetitiva e si può disabilitare.
Entrambi i mezzi si muovono nelle 8 direzioni piane e sono disarmati. Il velivolo può anche andare su e giù; il pulsante di fuoco lo spinge in alto, mentre senza il pulsante premuto scende spontaneamente verso il basso. L'ombra sulla verticale aiuta a capire la posizione del velivolo.
Entrambi i mezzi si distruggono al contatto con i nemici. Il mezzo di terra si distrugge anche se cade da un'altezza rilevante senza trasformarsi. Il velivolo si trasforma quando tocca terra e non teme di sbattere contro le pareti, mentre può distruggersi se sale troppo in alto. In ogni caso dopo la distruzione si riparte da poco più indietro, senza limiti sul numero di mezzi persi; l'unica causa del game over è l'esaurimento del tempo disponibile per completare il percorso.
Lungo lo scenario si trovano, da raccogliere, numerosi cubi che forniscono munizioni per la battaglia finale e 10 secondi di tempo aggiuntivo ciascuno.
Alla fine di ogni percorso si deve sconfiggere un boss, detto il "guardiano". Qui il mezzo si trasforma automaticamente in una forma umana. Il personaggio sta fermo e spara con una pistola laser al guardiano, consumando le munizioni raccolte in precedenza; il giocatore controlla la direzione della mira, ma non c'è un mirino né proiettili visibili, il puntamento si capisce solo da dove colpiscono gli spari.
I guardiani sono creature di vari tipi e bisogna colpirli più volte prima che scada il tempo.
Ci sono quattro livelli dichiarati, con percorsi differenti che terminano con altrettanti guardiani differenti (drago, ragni giganti, Medusa e uomo incappucciato).
Dopo il boss finale si accede a un quinto livello, privo di boss e di bonus, che si ripete indefinitamente.
Dal menù iniziale sono disponibili alcune opzioni oltre alla normale partita:
- Addestramento, simile alla partita, ma prima in un livello senza nemici e poi con nemici.
- Regolazione di impostazioni: velocità delle trasformazioni (solo a scopo decorativo), parametri di controllo dei movimenti (reattività, accelerazione e decelerazione, separatamente per il mezzo d'aria e per quello di terra) e filtro dell'audio.
- Tabella dei record, salvabili in modo permanente, ma solo nella versione su disco[3].

## Accoglienza
Deceptor venne spesso considerato un titolo lanciato sulla scia dell'allora recente moda dei robot mutaforma Transformers e Gobots e relativi videogiochi.
Il suo successo di critica fu variabile, ma la maggior parte della stampa di settore europea e americana lo accolse positivamente, tra cui la rivista Aktueller Software Markt che lo considerò un hit.
Altre riviste lo ritennero più nella media, mentre Commodore User fu estremamente negativa, dandogli un voto complessivo di 1/10.
Il principale difetto frequentemente segnalato era il caricamento multiplo del programma, grave soprattutto nell'edizione su cassetta; in originale era richiesto il riavvolgimento e caricamento a ogni percorso e perfino ogni volta che il mezzo viene distrutto. La fastidiosa perdita di tempo fu la principale causa del pessimo giudizio di Commodore User e del doppio voto di Zzap!, che diede 80% all'edizione floppy e 72% all'edizione cassetta.